# Павліш Тарас Романович
Тарас Романович Па́вліш (нар. 14 жовтня 1970, Львів) — український футболіст, захисник, після завершення кар'єри — тренер.

## Життєпис
Грав за команди «Карпати» (Кам'янка-Бузька), ФК «Львів», «Скала» (Стрий), «Динамо» (Львів), «Нива» (Тернопіль, «Поділля» (Хмельницький), «Гарай» (Жовква).
Працював тренером у Львівському училищі фізичної культури, системі львівських «Карпат» (старший тренер команди U-15 «УФК-Карпати»).
Серед його вихованців, зокрема, Олексій Гуцуляк.